# 1907-es magyar úszóbajnokság
Az 1907-es magyar úszóbajnokság a 12. magyar bajnokság volt. A medencés versenyszámokat a Császárfürdőben rendezték meg.

## Eredmények

### Férfiak
| Versenyszám                        | Arany              | Arany   | Ezüst                         | Ezüst   | Bronz                          | Bronz   |
| ---------------------------------- | ------------------ | ------- | ----------------------------- | ------- | ------------------------------ | ------- |
| 100 yard gyorsúszás augusztus 4.   | Halmay Zoltán MTK  | 58,0    | Ónody József MUE              |         | Rickert József MUE             |         |
| 220 yard gyorsúszás június 23.     | Halmay Zoltán MTK  | 2:30,0  | Otto Scheff Wiener AC         |         |                                |         |
| 440 yard gyorsúszás július 28.     | Halmay Zoltán MTK  | 5:31,6  | Zachár Imre MTK               |         | Tóbiás Zoltán Ferencvárosi TC  |         |
| 880 yard gyorsúszás augusztus 11.  | Zachár Imre MTK    | 11:53,4 | Hajós Henrik MTK              |         | Tóbiás Zoltán Ferencvárosi TC  |         |
| 1 mérföld gyorsúszás augusztus 20. | Hajós Henrik MTK   | 24:56,8 | Tóbiás Zoltán Ferencvárosi TC | 25:38   |                                |         |
| 220 yard mellúszás szeptember 29.  | Fabiny József MAFC | 2:45,4  | Toldi Ödön Ferencvárosi TC    |         | Slivicka Ignác Ferencvárosi TC |         |
| folyamúszás augusztus 29.          | Hajós Henrik MTK   | 1:05:59 | Tóbiás Zoltán Ferencvárosi TC | 1:06:27 | Las Torres Béla BEAC           | 1:06:46 |